# فرانسوا، دوق غيز
فرانسوا دي لورين، دوق غيز؛ أمير جوينفيل، دوق أومال (بالفرنسية: François de Lorraine)‏ (17 فبراير 1519 - 24 فبراير 1563)؛ كان جندياً فرنسياً وسياسياً، وأيضا كان له دور في حروب فرنسا بين الكاثوليك والهوغونوت، اكتسب شهرة واسعة بعد تمكنه عن دافع عن مدينة ميتز ضد جيوش الإمبراطورية التي كانت بقيادة إمبراطورها الشهير شارل الخامس في 1552، وأيضا هزمهم مرة أخرى في رينتي في 1554.
هو الابن البكر لـ كلود، دوق غيز الأول وأنطوانيت من بوربون؛ هو شقيق الأصغر لـ ماري من غيز، ملكة اسكتلندا والدة الملكة ماري ستيوارت، وأيضا جديه من والده رينيه الثاني دوق لورين وفيليبا من خيلدرز، وجديه من والدته فرانسوا، كونت فندوم وماري من لوكسمبورغ.

## الأسرة والذرية
تزوج فرانسوا من آنا دإستي ابنة إركولي الثاني، دوق فيرارا ورينيه الفرنسية ابنة لويس الثاني عشر في سان جيرمان آن ليون في 29 أبريل 1548؛ وأنجبت له سبعة أبناء:-
1. هنري الأول، دوق غيز (1588-1550).
2. كاثرين (18 يوليو 1552 - 6 مايو 1596)؛ تزوجت من لويس، دوق مونتبنسير.
3. شارل الثاني، دوق ماين (1611-1554).
4. لويس الثاني، كاردينال غيز (1588-1555)؛ رئيس أساقفة ريمس.
5. أنطوان (25 أبريل 1557 - 16 يناير 1560).
6. فرانسوا (31 ديسمبر 1559 - 24 أكتوبر 1573).
7. ماكسيمليان (25 أكتوبر 1562 - 1567).

## معرض صور

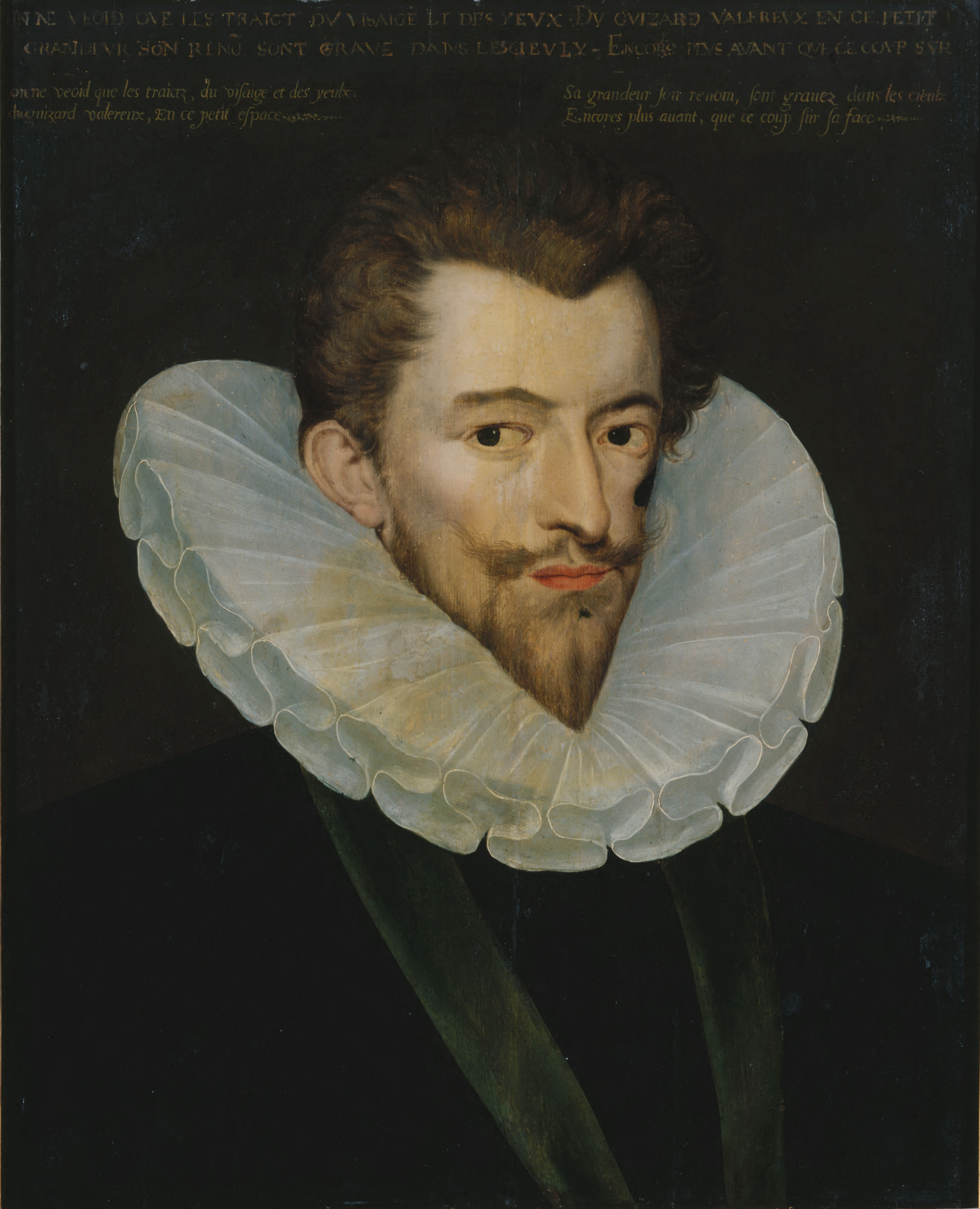
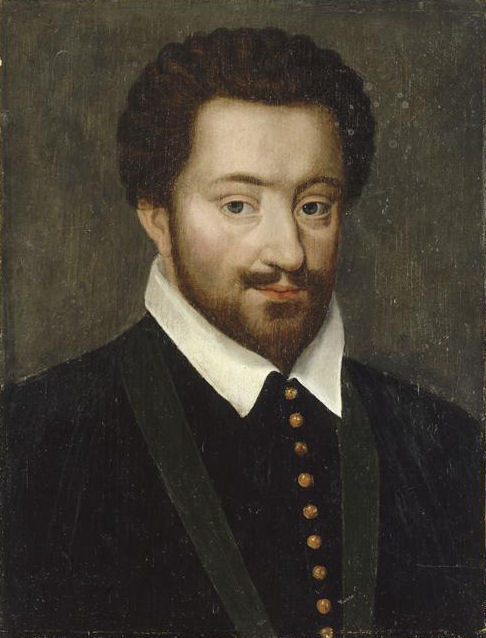
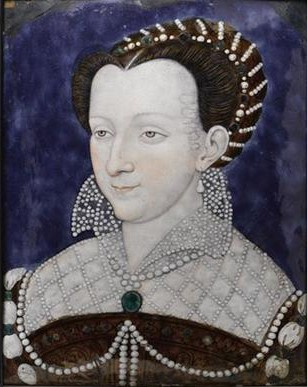
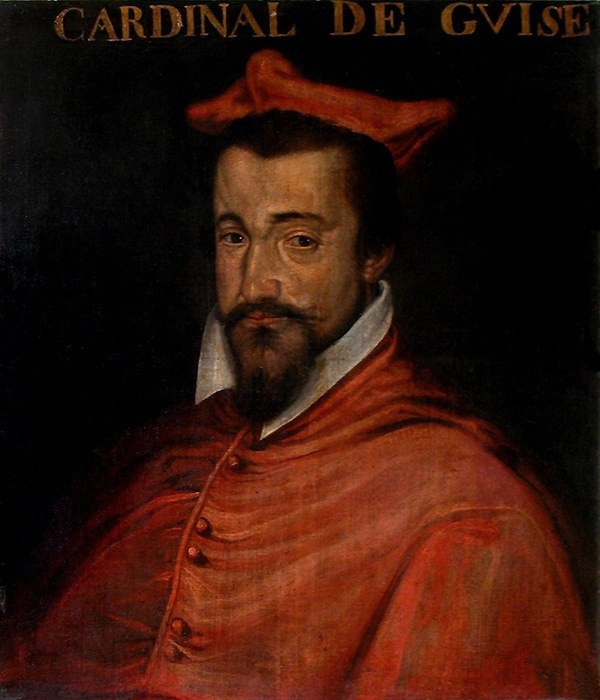

## روابط خارجية
- فرانسوا، دوق غيس على موقع الموسوعة البريطانية (الإنجليزية)